# Dauphin à bosse du Pacifique
Sousa chinensis
Espèce
Répartition géographique
Statut de conservation UICN

 VU A3cd+4cd : Vulnérable
Statut CITES
Le dauphin à bosse du Pacifique ou sotalie de Chine (Sousa chinensis) est une espèce de mammifères de l'ordre des cétacés.

## Habitat et répartition
Ce dauphin se trouve dans l'océan pacifique, en Asie du Sud-Est de l'Est du Sri Lanka  à la Chine et à l'Indonésie.
Il vit le long des côtes, dans les eaux peu profondes des baies, près des mangroves et il remonte dans les estuaires.

## Description
Le dauphin à bosse du Pacifique mesure de 1,80 m à 3 m de long et pèse jusqu'à 280 kg.

Jeune, il est gris uniforme et ressemble à un jeune grand dauphin. Son dos est arqué. Il a de 60 à 76 dents à chaque mâchoire. Avec l'âge, il devient rose-blanc, moucheté de noir sur le dos.

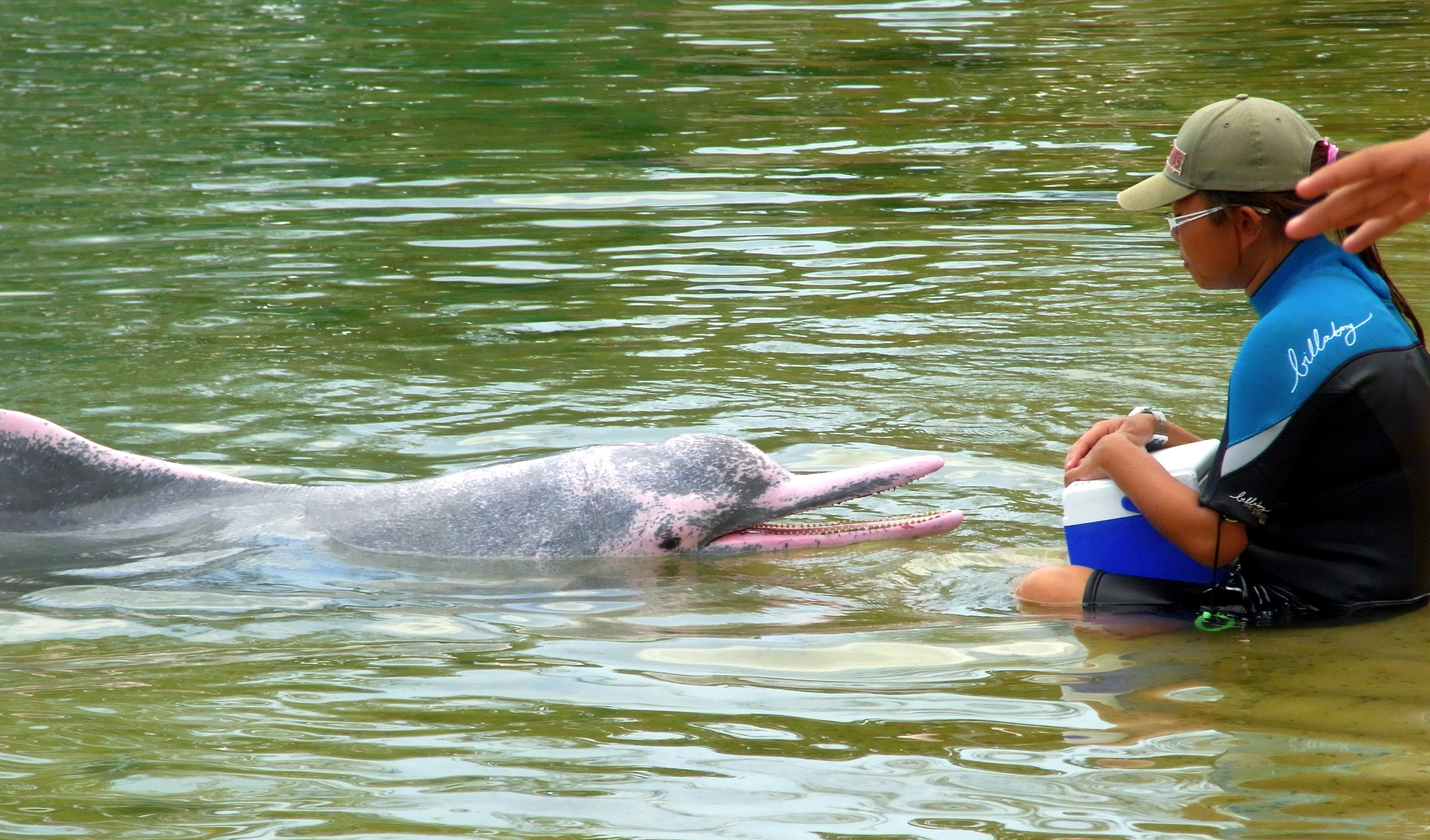
Dauphin à bosse du Pacifique ou Sotalie de Chine adulte
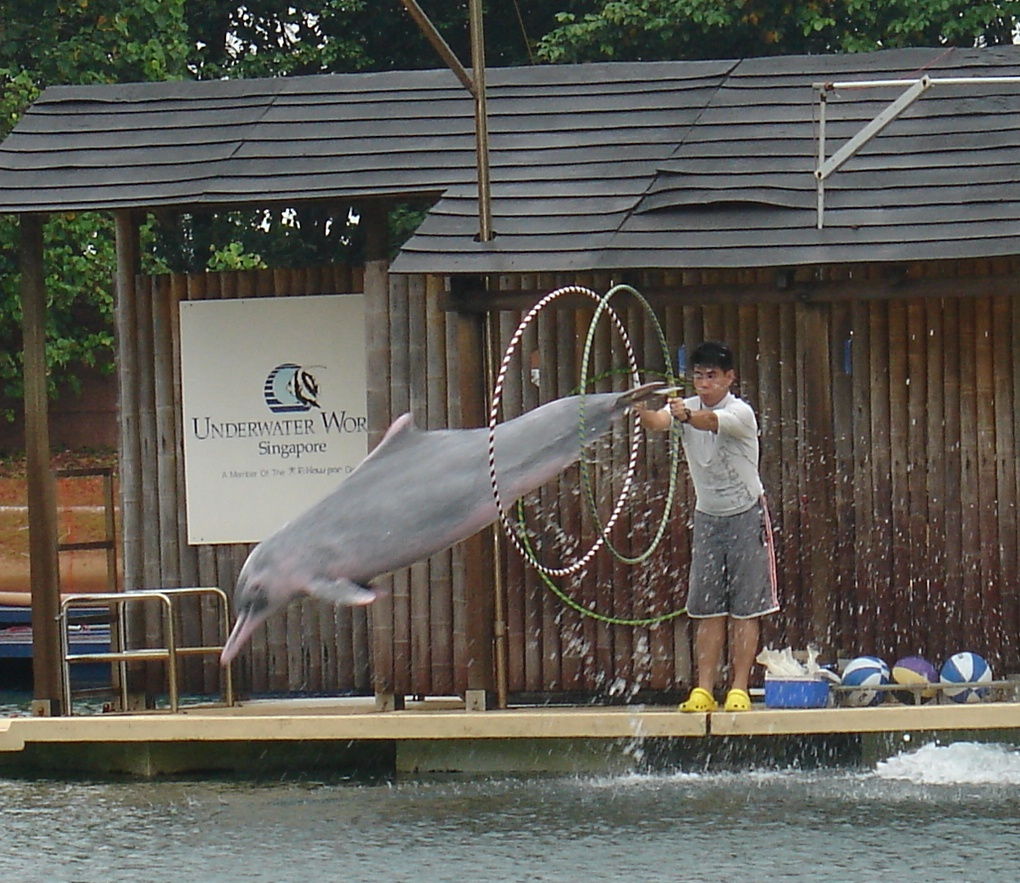
Jeune, encore gris, dans un marine land à Singapour
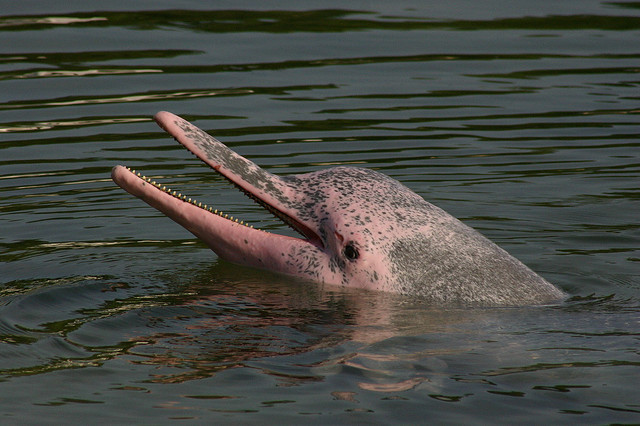
Tête de spécimen âgé devenant rose moucheté de noir
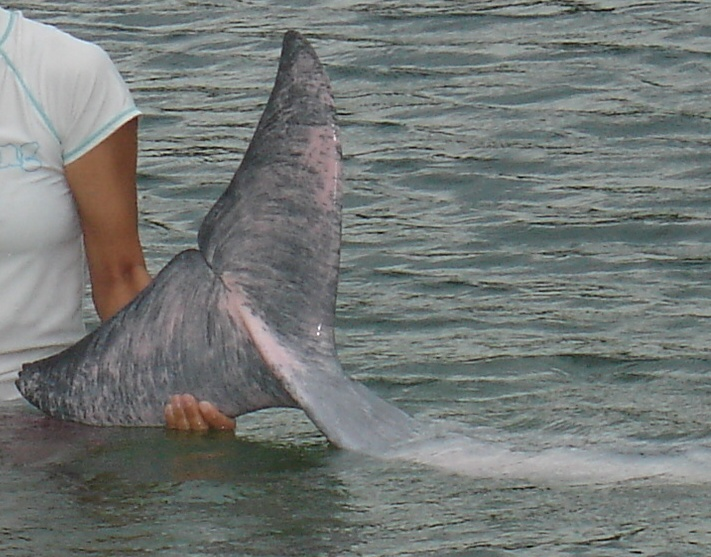
Détail de la queue aux couleurs grises et roses

Il communique par sifflements. Son écholocalisation est efficace jusqu'à 25 m de profondeur.
Il est grégaire et assez sédentaire. Il vit en petits groupes familiaux. 
Parfois, mais rarement, il chasse en groupe pouvant atteindre jusqu'à une quarantaine d'individus. Il mange des sardines, des chinchards et des mulets. Il se nourrit aussi de céphalopodes, d'échinodermes dont des oursins...
Il atteint la maturité sexuelle vers l'âge de 10 ans. La gestation dure de 10 à 12 mois. Le nouveau-né mesure près d'un mètre pour une masse d'une quinzaine de kilogrammes ; il est allaité plus de 6 mois et sevré à 2 ans. Les mises bas peuvent avoir donc lieu tous les 3 ans.

## Menaces
Les filets de pêche constituent un danger mortel ; de plus, il est victime d'empoisonnement aux métaux lourds et aux produits chimiques.